# Miguel Fuster (historietista)
Miguel Fuster Java (Barcelona, 7 de febrero de 1944 - Barcelona, 30 de marzo de 2022) fue un historietista y pintor español. Trabajó para el mercado exterior durante los años sesenta y setenta, no volviendo al medio hasta principios del nuevo siglo.

## Biografía

### Inicios profesionales (1960 - 1987)
Hijo de padres aragoneses, Miguel Fuster comenzó su trayectoria profesional con dieciséis años, al entrar como aprendiz en Editorial Bruguera. 
Poco después ingresó en la plantilla de la agencia Selecciones Ilustradas, donde se especializó en cómic romántico.
Durante los años 70 siguió trabajando para Norma Editorial, llegando a tener como ayudante a Carlos Giménez.
En 1987 el incendio fortuito de su casa y el alcoholismo le empujaron a vivir en la calle.

### Vida en la calle (1988 - 2002)
Durante quince años estuvo deambulando por Barcelona, otros municipios de la provincia y Reus, sin conseguir recuperarse a pesar de pasar por distintos centros de rehabilitación. Al principio, vivía de malvender acuarelas de toros y flamencas para los turistas hasta que finalmente tuvo que empezar a pedir limosna.

### Recuperación (2003 - 2022)
En 2003, con poco más de cuarenta kilos de peso a pesar de su 1'82 metros de altura, encuentra apoyo en la Fundación Arrels, la cual le ayuda a dejar el alcohol y le ofrece una habitación donde empezar a pintar.
El 4 de diciembre de 2007 comenzó a publicar los bocetos de sus vivencias en un blog y aceptó la oferta de editorial Glénat de recogerlas en un álbum. Sus primeras páginas, con el título de Últimos días, fueron premiadas en 2009 por la Generalidad de Cataluña con la mención de honor del XXVII Premi Serra i Moret al Civisme. La novela gráfica completa sería publicada al año siguiente con el título de Miguel, 15 años en la calle.
La Fundación Arrels anunció su fallecimiento el 1 de abril de 2022.

## Obras
| Años | Título                                                   | Guionista                | Tipo           | Publicación          |
| ---- | -------------------------------------------------------- | ------------------------ | -------------- | -------------------- |
| 1964 | Serenata Extra                                           | Manuel Domínguez Navarro | Serial         | Toray                |
| 2010 | Miguel, 15 años en la calle                              | Miguel Fuster            | Novela gráfica | Glénat España        |
| 2011 | Miguel, 15 años en la calle: Llorarás donde nadie te vea | Miguel Fuster            | Novela gráfica | Glénat España        |
| 2012 | Miguel, 15 años en la calle: Barcelona sin mi            | Miguel Fuster            | Novela gráfica | EDT España           |
| 2016 | 15 años en la calle: Obra completa                       | Miguel Fuster            | Novela gráfica | La Chula Productions |